# 아네니노이구
아네니노이구(루마니아어: Anenii Noi)는 몰도바 중부에 위치한 구로 행정 중심지는 아네니노이이며 면적은 892km2, 인구는 83,100명(2011년 기준)이다. 북쪽으로는 크리울레니 구, 동쪽으로는 트란스니스트리아, 남쪽으로는 커우셰니 구, 서쪽으로는 이알로베니 구, 키시너우와 접한다.